# バートランド・ラッセル
第3代ラッセル伯爵バートランド・アーサー・ウィリアム・ラッセル（英: Bertrand Arthur William Russell, 3rd Earl Russell, OM, FRS、1872年5月18日 - 1970年2月2日）は、イギリスの哲学者、論理学者、数学者、社会批評家、政治活動家である。
貴族のラッセル伯爵家の当主であり、イギリスの首相を2度務めた初代ラッセル伯ジョン・ラッセルは祖父にあたる。名付け親は同じくイギリスの哲学者ジョン・スチュアート・ミル。ミルはラッセル誕生の翌年に死去したが、その著作はラッセルの生涯に大きな影響を与えた。生涯に4度結婚し、最後の結婚は80歳のときであった。1950年にノーベル文学賞を受賞している。

## 生涯
- 1872年 - 5月18日に生まれる。貴族によくみられるように正規の初等・中等教育を受けずに、1890年、ケンブリッジのトリニティ・カレッジに入学。その後しばらくケンブリッジ大学で教鞭をとる。ルートヴィヒ・ウィトゲンシュタインの才能を早くに見抜き、親交を結ぶとともに、良き理解者として『論理哲学論考』の出版などを支援した（が寄せた序文には大幅な誤解があった）。
- 1916年 - 平和運動、婦人解放運動に熱中したため、ケンブリッジ大学を解任される。
- 1918年 - 6か月の間、投獄される[1]。
- 1931年 - 祖父の後を継いだ兄フランシスが死去、ラッセル伯位を継承。
- 1938年 - 3度目の夫人と共にアメリカ合衆国へ移住。
- 1944年 - イギリスに帰国。
- 1955年 - 7月9日核廃絶に対する共通の想いから親交のあったアルベルト・アインシュタインと「ラッセル＝アインシュタイン宣言」を発表した。この宣言がパグウォッシュ会議の開催へと発展した。
- 1961年 - 百人委員会（英語版）を結成。2度目の入獄をする。
- 1970年 - 97歳で死去。

## 論理学・数学の業績
数学者・論理学者として出発し、哲学者としてヘーゲリアンから経験論者に転向、以後その主張はかなりぶれがあったものの基本的には物的対象を基礎とした現象主義もしくは随伴主義的唯物論をとる。そののち、教育学者・教育者・政治運動家としても活動する。

### 論理学・数学
ラッセルは、アリストテレス以来の伝統的論理学では疑われることのなかった三段論法のほかに多くの推理形式があることを明らかにしたことで、アリストテレス以来最大の論理学者と評価される。その業績は、従来の体系におけるパラドックスの発見と、その解決の探求のなかで成し遂げられた。特にラッセルのパラドックスで知られる。
ラッセルのパラドックスの発見は、19世紀末から20世紀初頭にかけて、ドイツの哲学者・数学者・論理学者であるフレーゲの研究と関係がある。フレーゲは、数学は論理に帰着しうる（論理主義）と考え、その思想を現実化する一歩として、論理上で実際に数学を展開するという野心的な著作『算術の基本法則』( Grundgesetze der Arithmetik ) を上梓した。1901年、ラッセルは、この『算術の基本法則』で示された体系で、パラドックスを示せることを発見し、フレーゲにその発見を伝える書簡を送った。このパラドックスは、のちに「ラッセルのパラドックス」と呼ばれるようになった。この手紙は、フレーゲの悲痛なコメントとともに『算術の基本法則 II』( Grundgesetze der Arithmetik II ) に収録されている。
この時期、ラッセル自身もまた、ホワイトヘッドとともに、論理主義の立場から論理上で実際に数学を展開するという事業に取り組んでいたが、このラッセルのパラドックスのために、約2年間の停滞を余儀なくされている。さらに、このパラドックスは、同時期に発見された類似の他のパラドックスとともに、数学の基礎に存在する深刻な問題と受け取られ、いわゆる「数学の危機」の震源となり、その解決をめぐって、ヒルベルトの「形式主義」やブラウワーの「直観主義」の誕生の切っ掛けとなった。
ラッセルは他にもパラドックスを発見したが、通常ラッセルの名を冠して呼ばれるものは一つだけである。他のパラドックスには、例えばブラリ＝フォルティのパラドックスはラッセルの発表中に脚注で「ブラリ＝フォルティの論文に示唆された」とあるためこの名が冠せられた。ところがブラリ＝フォルティの論文を見てもそのパラドックスは載っていないという。
ラッセル自身のパラドックス解決の試みは、1903年、「階型理論」(theory of types) の発見により成功をおさめた。ラッセルは、この成功を礎に、階型理論に基づく高階論理上で全数学を展開するという一大事業を押し進め、その努力は、『数学原理』Principia Mathematica（1911-1913年）として結実した。

## 哲学者としての業績
最初期のラッセルは、当時のイギリス哲学界の思潮の影響下にあり、ヘーゲルの影響が強い。ラッセルが学んだケンブリッジは19世紀後半にはヘーゲル主義の支配下にあり、ジョン・マクタガートを筆頭とするこの時期のケンブリッジの哲学学派は、新ヘーゲル派と呼ばれている。しかし、20世紀初頭には、ラッセルはG・E・ムーアとともにヘーゲルの影響から逃れ、独自の哲学を展開し始める。
ヘーゲルの影響を逃れた直後の著作である『数学の原理』Principles of Mathematics(1903年) では、多数の普遍的存在者を容認する極端な普遍実在論を展開したが、『表示について』On Denoting（1905年）で普遍者とみられたものが個物についての記述の連言として分析できることを発見したこと（→ 記述理論）をきっかけにして、『論理的原子論の哲学』Philosophy of Logical Atomismでは、個物のみを実在とし、以後はその個物が何であるか、とくに心と個物の関係が何であるかに関心の中心が向けられた。
晩年の『西洋哲学史』A History of Western Philosophyは、ペンシルベニアのバーンズ財団での講義に使用するために書かれたものであるが、自分にとって重要な哲学者に問題を限定すると共に、これに付加して生き生きとした詳細を付け加えたものであるとされている。ラッセルは、哲学は、その時代時代の哲学者の生きた政治的・社会的制度と切っても切り離せないものであるがゆえに、哲学史は社会史と無関係なものではありえないとの視点の下、「神学と区別された哲学」が古代ギリシアで始まって以来、現在に至るまで、哲学者は、社会連帯を強めようという人々と、それを緩めようという人々に分かれてきたが、前者は何らかの独断論を擁護し、科学に敵対的にならざるを得ず、後者は、合理的、功利主義的で、宗教の極端な諸形態に敵対的であったが、それらの哲学を理解するためには、その背景にあるその哲学者の生きた政治的・社会的な環境を理解する必要があるとする（本書の副題は「古代より現代に至る政治的・社会的諸条件との関連における哲学史」である。）。そのため、ラッセルは、本書における「哲学」の概念を独断論たる神学と科学の中間にあるものとして極めて広くとった上で、必要に応じてキリスト教哲学たる中世哲学やユダヤ哲学やイスラム哲学に言及するというスタイルをとり、哲学史の書物として初めて'Western'という形容詞を採用したのである。

### 記述理論
記述理論(Theory of Description)は指示対象が存在しない「現代のフランス王」や「ペガサス」といった語句を解釈する際に、フレーゲのようにそのような語句を含んだ文を無意味としたり、それら非存在者の指示対象としてなんらかの概念の「存在」を仮定することなしに、解釈を可能とするためにラッセルが発見した手法である。1905年の『表示について』で初めて発表された。
記述理論とは、以下のような手法である。
「現代のフランスの王ははげである」
という文章の意味を考える場合、この文を、
「あるものが存在し、そのものは一つであり、フランスの王であり、かつはげである」
と翻訳する。すると、実在しない「現代のフランスの王」が示す指示対象として存在者をなんら仮定することなく有意味に文を解釈でき、その真偽を確定できる。

### 科学的推理の五つの公準
ラッセルは、科学的推理を有効にする五つの公準があるとした。
擬似永続性の公準任意の事象Aが与えられたとき、その時点に相次ぐ時点において、またそれの場に近接する場において、Aにきわめて似通った一つの事象が生じることがしばしばある。
分離可能な因果列の公準ある系列の一つあるいは二つの要素から、その系列の他の一切の要素についてなにがしかを推理できるような、そのような一つの事象系列を形成することがしばしば可能である。
空間時間的連続性の公準連接しない二つの事象間の因果的連鎖の中にいくつかの中間項がかならずあり、その各々が次のものに連接している。いいかえれば数学的な意味で連続的な一つの過程が存在する。
構造上の公準構造の似通った多くの複合事象が、一つの事象を中心として、その周辺に余りバラバラにならないように配列されるとき、通常それらの事象は、すべてその中心にすえられた一事象から発する諸因果系列に属する。
類推の公準二つの事象集合AとBがともに観察されるときにはいつも、AがBを引き起こすと信じうる理由があるとする。このとき、もし与えられた事例においてAが観察されるが、Bが起こるか否かが観察できないとしても、Bが起こることは確からしい。またBが観察されたのに、Aが観察できないとしても、Aが起こっていることは確からしい。
上述の諸公準の一例として、ある種の視覚的外見と固さとのつながりをラッセルは取り上げている。ここでは「固い」という因果的な語は、ある種の触感を引き起こすような物体の性質をさすものと解釈される。はじめの四つの公準は、物体が適当な感覚を引き起こしているとき、その物体が有しているそれに対応する性質がおそらく存在することを推論することを可能とする。これに対して、第五の公準は、物体が触られていない時にも、その視覚的外見に固さがおそらく結びついて存在することを推論することを可能とする。

## 政治思想

### 宗教について
ラッセルは、とりわけ神の不可知論を提唱する点で、無神論である。「自由人の信仰」や「わたしはなぜキリスト教徒ではないか」などで、宗教の基礎を、死や神秘的なものへの恐怖にあるとした。
ラッセルは、キリスト教と仏教は、本来、神秘的な理論、瞑想好みの個人的な宗教であるのに対して、レーニンらのボルシェヴィズムやイスラム教は、実際的で、社会的で、非精神的で、現世の国を勝ち取ることに関心を持つという。
リチャード・ドーキンスは「神は妄想である」においてラッセルの宗教的教義への反駁を多数参照している。

### 共産主義・ボルシェヴィズム・マルクス主義批判
ラッセルは、1920年5月11日から6月16日にかけてイギリス労働党代表団とともにソビエトロシアに滞在した。ロシアでは、レーニンらと対談するほか、現地の人びとの生活をできる限り調査した。帰国後に著した『ロシア共産主義』(1920年）において、ラッセルはロシア革命は歴史的な英雄的事件であるが、失敗であったと述べ、その原因は、普通の男女の意見や感情に十分な準備をほどこさないままで新しい世界の創出を目指した短気な哲学に起因するとした。ロシア革命の手法は、乱暴で危険で、どんな反対を引き起こすかという代価を計算していない開拓者のやり方であり、これでは安定した望ましい社会主義は樹立できない。ボルシェヴィキに共感する西側の人々が望みを実現しようと考えるならば、ロシアにおける失敗のすべてに対して率直かつ十分に直面する必要があるが、しかし、第三インターナショナルによっては希望している目標には到達できない、とラッセルは判断した。
ラッセルは、レーニンらのボルシェヴィズムは、精緻な教義と霊感のこもった経典をそなえた一つの宗教であるとみた。ラッセルによれば、ボルシェヴィキとエジプトの隠者は、ともに、世界に何世紀もの暗黒と無益な暴力をもたらす悲劇的な妄想の産物である。山上の垂訓は立派なものだが、それが平均的な人間に与えた影響は意図と違うものとなり、キリスト教の信徒は、敵を愛することも、もう一方の頬を向けることも学ばなかっただけでなく、それに代わって、宗教裁判と焚刑で敵を殺し、人間の知性を無知で狭量な僧侶に従属させ、芸術を堕落させ、科学を絶滅させることを学んだ。これは教えそのものでなく、教えを熱狂的に信じたことの不可避な結果であり、共産主義の希望も、山上の垂訓の希望のように立派なものであるが、かつてのキリスト教と同様に熱狂的に信奉されており、有害であるとする。
レーニンと対談したラッセルは、レーニンの印象として、強く自説にこだわり、偏狭なまでに正統的であり、レーニンの強さは彼の信念、つまりマルクス主義の福音に対する信仰からきているという。
レーニンは、なにかの命題を証明したいとおもう時には、マルクスとエンゲルスの文章の引用によって証明しようとする。また、哲学的唯物論は、精緻で独断的な信念によって成立しているが、これらの信念は、科学的な気質の人間にとっては、確信をもって真実であると証明できるようなものではない。ルネッサンス以降の近代世界は、客観的には疑わしい事柄についてまで戦闘的に確信するという習癖から次第に抜け出て、科学的な見方の骨組を成す建設的で懐疑論的な気質に移っていったのだが、ボルシェヴィズムは、自由な探究を閉ざし、人間を中世の知的牢獄に放り込む。
宗教とは、独断（ドグマ）として抱かれている信仰の体系であり、それは生活の振る舞いを支配し、証拠を超越し、あるいは証拠に反し、知的ではない、感情的ないし権威主義的な方法で教え込まれる。ボルシェヴィズムもこの意味でまさに宗教であり、信徒は科学的証拠を拒絶し、知的に自殺するのであって、ボルシェヴィズムの理論を偏見抜きで検討することは、許されていない。
政治理論を哲学理論のうえに基礎づけようとすることは望ましくなく、哲学的な唯物論が真実であるならば、それはすべての所で真実でなければならないとされ、ある哲学の帰結として政治を行うひとは、その哲学の政治への適用において絶対的で全面的となる。マルクス主義の独断的性質は、その理論の哲学的基礎とされているものに支えられており、そこには、カトリック神学のような固定された確実性があり、近代科学のような常に変化する流動性、懐疑的な実際性がないとラッセルは批判する。

#### 暴力革命への批判
ラッセルは、民主社会における暴力革命に反対する2つの理由をあげる。
1. 投票で表明された多数を尊重するという原則が放棄されるならば、少数者が勝つ可能性があるということになる。共産主義以外にも、宗教的少数者、禁酒主義の少数者、軍国主義の少数者、資本家の少数者などがあり、これらの少数派にも、ボルシェヴィキのような暴力的な権力奪取ができることになる。現在これらの少数派を抑制していのは、法律と憲法に対する尊重の念があるからだが、ボルシェヴィキは、自分だけはそんなものに邪魔されずに革命を準備するという暗黙の前提に立っている[17]。
2. 法を放棄することは、文明がある程度まで抑制している原始的欲情と利己主義が野放しになるということである。現代人は、法の遵守という考えが可能になるために何世紀もの努力を要したことを忘れている。殺人、強姦、暴力による強盗が普通になれば、我々が生活するうえで予期している様々な良いことの多くが消滅する。第3インターナショナルが先触れしている世界的な階級闘争は、大戦のために抑制がゆるんだ結果として生じた。それは立憲的政府を軽蔑する意図的な宣伝と結びついて、一片のパンのために簡単に人を殺すことが習慣を生み出すだろう。文明国は、内戦に代わるものとして、争いを暴力に頼らずに解決する方法として、民主的政府を承認したが、文明はもともと不安定で、解体させることもできる[17]。無法の暴力状態では、何か良いことが生まれることもなくなり、民主主義国家における革命的暴力は、限りなく危険である[17]。

ラッセルによれば、ボルシェヴィストは、暴力を避けることには関心を持たないどころか、暴力それ自体を喜ばしいものとみなしている。敵への憎しみは、味方への愛情よりも容易かつ激しいが、恩恵を与えることより敵を傷つけることに熱心な人からは、善は期待できないとラッセルはいう。

#### 権力と自由
ラッセルは、ボルシェヴィキは、自らの権力独占を手放すことはせず、新しい革命で放り出されるまでは、何かと口実を設けて権力の地位に居座り続けるだろうという。暴力と少数派による力の支配で作り出された体制は、必然的に専制と搾取を発生する。そして、人間性が、マルクス主義の主張通りのものであるとすれば、支配者は利己的な利益を得られるそのような機会を見逃すことはしない。ソビエトロシアは、労働者の階級利益を体現しているかのように装うが、むしろソビエト政府は、資本家的な心理を取り込み、支配階級が旧体制よりも一層強化された大帝国であり、そのような体制に平等や自由はない。
権力が少数者の手に過度に集中している場合、余暇とむすびついたよりよい教育から生じるようなゆっくりとした、目立たない改善よりも、貿易の増大や、帝国の拡大といった成果に重きを置き、個人のなかの最も価値あるものを犠牲にするような対立を自制できないものである。ボルシェヴィキには、国家に対立する個人の重要さの自覚はない、とラッセルはいう。
ボルシェヴィキは、すべての国は、遅かれ早かれ、ロシアが経験したような段階を経験することになるという。しかし、自由への愛着がなく、独裁から自由への移行を早めることの重要さを理解していない冷酷な性格の人々の手中に政府が落ちることになれば、権力は集中し、国民の解放は無限に先に延ばされ、国民は権力の材料として利用される。
権力が平等化されないまま、富の平等化を行っても、不安定な成果となるし、権力の平等化以外にも、産業における自治は、よい社会にとって不可欠な条件であり、個人や集団の行為は、自由に決定されるようでなければならない。政治的諸悪のなかで最悪なものを選ぶとすれば、権力の不平等であるが、これは階級闘争と一党独裁によって治癒できない、とラッセルは論じる。

#### 革命後のロシアについて
ボルシェヴィキを信じる共産主義者は、経済的奴隷制以外の奴隷制はないとして、すべての財貨が共有になれば完全な自由が実現すると信じるが、現実のロシアでは、行政権力を持つ官僚がおり、軍を支配する少数派は、専制的権力を行使する。
ラッセルは、ロシア革命における最も初歩的な失敗は、食糧政策であるとする。配給は不十分で、不定期で、市場での投機的価格で非合法に買ったものがなければ生きていけない。工業の崩壊、強制挑発の政策によって、農民のボルシェヴィキへの敵意は強まった。農民が生きるうえで最低限必要なもの以上は、政府がすべて徴発したため、農民の生産意欲は打ち壊され、生産物を隠すようになったが、ボルシェヴィキは、それを農民が富裕になるとして、強制的に徴発したが、それは破滅をもたらした。工業の崩壊と、食糧難は同時に進行し、都市の労働者は田舎に戻り農民になろうとすれば、投獄され、流刑労働を罰せられた。都市では人が飢え、農村では食糧を政府が徴発していくので、都市と農村双方で、共産党員の評判は悪く、ラッセルが直接話したモスクワの労働者はクレムリンを指して、「あそこでは喰うものはふんだんにある」と語った。
ボルシェヴィキは、人民に評判が悪いため、軍事力と非常委員会に頼り、苦役労働者並みの賃金、長時間労働、労働者の徴用、ストライキの禁止、怠業者にたいする禁固刑、生産が当局の予想を下回った時には配給をさらに減らし、政治的不満のあらゆる気配を密告させ、不満を煽動するものを投獄しようと狙っているスパイの大群が、人民を常時監視している。自由な知性はタブーとなり、人々は決まった方法で考えることだけを教えこまれ、あらゆる種類の自由が、ブルジョワ的であるとして禁じられた。これが、ラッセルが目撃した、プロレタリアートの名で統治していると公言しているロシア共産主義体制の現実であった。
ロシアにおける人びとの敵意、そして物的な破滅と、精神的な崩壊の究極的な根源は、ボルシェヴィキの人生観にある。それは、憎悪の独断論であり、人間の本性を力によって完全に変えられるとする信念である。ボルシェヴィキは、新しい善を築こうという願望より古い悪を倒したいという願望の方が大きく、破壊願望は憎悪によってかき起てられている。ボルシェヴィキにおいては、帝政の残酷さ、大戦の苛酷さの結果として、全面的な憎悪という状態にまで押し進められてしまった、とラッセルはいう。
ラッセルは、社会主義は、絶望にではなく、希望によって人々を説得し、資本家や反動分子への懲罰よりも、人類の幸福を目標とすべきだという。

### 平和思想
ラッセルの平和主義は、現実主義的な平和主義であると特徴づけられる。そのときそのときの情勢の下で、最悪と思われるものと戦い、最良と思われる手段で平和の実現を目指すといえる。彼の平和主義への傾倒は、1901年、ボーア戦争中に始まるとされるが、彼が活発に社会的な発言、著作を出版するようになったのは第一次世界大戦からである。
第一次大戦中、ラッセルは徹底的な非戦論を主張し、ケンブリッジの教授職を追われ、投獄されている。第一次大戦後、ラッセルは戦争に熱狂した民衆の姿に驚きを覚え、平和維持のためには民衆の啓蒙と社会制度の改革から始める必要を痛感した。この彼の政治的スタンスから、社会主義にシンパシーを感じ労働党に入党する。
当時、社会主義に傾倒していた知識層は、フェビアン社会主義で有名なシドニー・ウェッブを筆頭に、マルクス主義にシンパシーを感じソビエト連邦に好意的であったが、ラッセルはそのような風潮とは一線を画し、ソビエトロシアに対して批判的な主張を大いに含む著作『ロシア共産主義』The Practice and Theory of Bolshevism(1920)を著している。 同書において、ラッセルはレーニン及びトロツキーの教条主義的なマルクス主義の信奉に厳しい視線を向けている。
ところが、第二次世界大戦においては、第一次世界大戦に対する反戦の態度とは正反対にナチズムに対抗するために徹底した抗戦を主張するようになった（アインシュタインも彼と同じく、第一次世界大戦の際には徹底的に反戦を主張し、青年に対して兵役拒否をするようにさえ訴えていたにも拘わらず、第二次世界大戦では「最早、兵役拒否は許されない」と発言するなど、変節している）。第一次大戦における彼の非戦論との違いから、ロマン・ロラン等から「変節」であると厳しく批判された。ラッセルは批判に対して「世界でもっとも重んずべきは平和だと考えているという意味では、私は依然として平和主義者である。けれども、ヒトラーが栄えているかぎり、世界に平和が可能であるとは考えられないのだ」と弁明した。
第二次世界大戦直後は、世界政府樹立とそれによる平和維持をめざした。1940年代末から1950年代始めにかけて、アメリカの持つ原子爆弾という超兵器の抑止力によってソ連を押さえ込むことで実現することを構想し、西側諸国の核保有による東側諸国との対抗を説き、労働党の委託を受け精力的に講演を行った。
しかし、その構想は、ソ連の核兵器開発の成功、アメリカ・トルーマン大統領による水素爆弾開発計画（→エドワード・テラー）によって破綻する。米ソによる水爆戦による世界の終末というものが一挙に現実味を帯びたため、ラッセルは、その最悪のシナリオを回避するため、核兵器廃絶の運動に身を投じる。
1955年7月9日、「ラッセル＝アインシュタイン宣言」を発表。この宣言は、ラッセルが起草し、アルベルト・アインシュタインが署名を行ったものである。アインシュタインがその署名を行ったのは、彼の死の１週間前のことであった。このラッセル・アインシュタイン宣言は、パグウォッシュ会議（第１回開催1957年7月6日 - 7月10日）につながる。
1961年には、百人委員会を結成し、委員長に就任。英国の核政策に対する抗議行動を行った。同年9月、百人委員会による国防省前での座り込みの際に逮捕され、生涯2度目となる懲役刑を受けることになる。
ベトナム戦争に対しても、ラッセルは厳しい批判行動を展開した。サルトルらとともに、アメリカの対ベトナム政策を糾弾する国際戦争犯罪法廷を開廷する。その後も、1970年、97歳でこの世を去る直前まで、精力的に活動した。

### 教育について
ラッセルは大衆心理の操作において教育による洗脳効果が重要な役割を果たすことを、1952年刊行の著書『社会における科学の影響』The Impact Of Science On Societyにおいて述べた。現代の科学的政治支配においてメディアと教育は最重要課題であり、支配階層のみがその部門の管理を行うことで、大衆に気付かれぬよう簡単に心理操作が可能になるとした。また幼い頃から学校において管理・命令・禁止を常態化させることで、自由意志を破壊し、生涯に渡って権力への批判意識を無くした受動的で無気力な大衆を産み出すことが教育制度の目的であること、それを羊肉を食べる人間に対して絶対に反乱を起こせない羊の群れに例えた。
ラッセルは1960年代の英米におけるリベラル派のフリー・スクール運動を支援し、権力による子供の思考への干渉からの解放を擁護した。

### 優生学
ラッセルは優生学に対し好意的であった。消極的優生学としては精神欠陥者（mental defectives）の断種を支持し、積極的優生学としては優秀な人間の出生促進策（親が専門職階級の場合、子の教育費を無料にするなど）を支持した。また道徳的に問題があるため支持するわけではないと前置きしたうえで、優秀な人間を試験で選抜し、不合格の人間を断種すれば目覚ましい結果をもたらす可能性があると論じている。たとえば日本がそのような政策をとれば、他の国が戦争で日本に勝つことはできなくなると述べている。
人種については、『結婚論』（1929年）の初版で、黒人は平均して白人に劣っているとし、アメリカやオーストラリアの先住民についても同様であるが、一方で黄色人種が白人より劣っているとみなす根拠はないと述べている。しかし、友人から不適切な書き方だと指摘され、1963年出版の『結婚論』（ペーパーバック版）第３刷で、その部分はページ数を増やさない条件のもとで、部分的に修正されている。（なお、岩波文庫版の安藤訳は訳者あとがきにあるように、1938年刊の初版の第６刷を底本としており、修正版を参照していないので修正前の記述となっている。）

## エピソード
- Introduction to Mathematical Philosophy は、第一次大戦中の最初の投獄の際、獄中で執筆された。
- その投獄中、面会に来た友人に「なんでまた、君はそんなところにいるんだね？」と尋ねられたラッセルは「君こそ、なんでそんなところにいるんだい？」と尋ね返したそうである。
- 第一次大戦中の最初の投獄の際、彼の兄であるフランク・ラッセルの計らいで、絨毯のある差額特別室で獄中生活を送った。室代を請求に来た刑務所長に「滞納するとどうなりますか」と聞いたというエピソードが残っている。
- 第二次世界大戦の直前に渡米し、1944年5月までアメリカ合衆国で生活している。滞在中プリンストン高等研究所に赴き、ゲーデルと面会している。その際の印象をラッセルは『自叙伝』に記しているが、その中でゲーデルをユダヤ人と誤って記述している[32]。1971年にケネス・ブラックウェルがラッセルの『自叙伝』にゲーデルをユダヤ人とする記載があることをゲーデルに知らせた。ゲーデルはその誤りを指摘する書簡を作成したが、実際には投函しなかった[33]。
- 親族・家族に統合失調症の患者が多くいた（叔父、叔母、息子、孫娘など）ため、病跡学上(エピ・パトグラフィー)の対象となっている。[34]

## 語録
- 「不幸な人間は、いつも自分が不幸であるということを自慢しているものです。」
- 「高潔な人たちが、自分は正当にも「道徳的な悪」を懲らしめているのだと思いこんで行ってきた'戦争'や'拷問'や'虐待'のことを考えると、私は身震いする。」（On Education, 1926 より）
- 「残酷さと搾取によって財産を獲得した人は、たとえ規則的に教会に行き、不正に獲得した収入の一部を公共事業に寄付したとしても、"不道徳な人間"と見なされなくてはならない。」（Sceptical Essays, 1928 より）
- 「最悪なのは、あらゆる人間を分類して（仕分けして）明瞭なレッテル（ラベル）を貼ること（行為）である。この不幸な習性の持主は、自分が相手に適切だと思うタグ（札）を貼りつける時に、その相手について（タグをはりつけるに足る）完全な知識をもっていると考える。」(Mortal and Others, v.1 より)
- 「権力愛はまた、臆病な人々の間では全く姿を変えて、指導者に対する唯々諾々とした服従の衝動という形をとることがあり、これが大胆な人々の権力衝動の範囲をますます増大させる結果ともなる。」（Power; a new social analysis, 1938 より）
- 「もし貴方の考えが理性(reason)に基づいているのなら、それを貴方は説得ではなく議論によって支持するだろうし、もしそれに反する論拠があれはその考えを捨てるだろう。しかしもし貴方の考えが信仰(faith)に基づいていたら、議論は無意味であると気付き、従って説得や、年少者の心を歪めるという強制の力に頼るのである。そしてそれは「教育」と呼ばれる。(Human Society in Ethics and Politics 1954より)
- 「愚者の楽園に集まる人々の幸福を羨ましがるな。それを幸せだと考えるのは愚か者だけだからである。」（「自由人の十戒」より）
- 「'正常'というのは、平凡かつ起伏のない感情の寄せ集めでできているものではない。それぞれの感情（情熱）を一つ一つとりあげれば'異常'にうつるかもしれないが、それらの感情（＋の狂気、－の狂気）をまとめると、全体としてみれば、プラスマイナス零となる。そういった状態が'正常'というのであろう。」(Nightmares of Eminent Persons, 1954　より)
- 「'死の恐怖'を征服するもっともよい方法は、（少なくとも私にはそう思われるのだが）諸君の関心を次第に広汎かつ非個人的にしていって、ついには自我の壁が少しずつ縮小して、諸君の生命が次第に宇宙の生命に没入するようにすることである。個人的人間存在は、河のようなものであろう。最初は小さく、狭い土手の間を流れ、激しい勢いで丸石をよぎり、滝を越えて進む。次第に河幅は広がり、土手は後退して水はしだいに静かに流れるようになり、ついにはいつのまにか海の中に没入して、苦痛もなくその個人的存在を失う。老年になってこのように人生を見られる人は、彼の気にかけはぐくむ事物が存在し続けるのだから、死の恐怖に苦しまないだろう。そして生命力の減退とともに物憂さが増すならば、休息の考えは退けるべきものではないだろう。私は、他人が私のもはやできないことをやりつつあるのを知り、可能な限りのことはやったという考えに満足して、仕事をしながら死にたいものである。（Portraits from Memory and Other Essays, 1956 より)
- 「野原を通ってニューサウスゲートへと続く道があった。そこで私は一人で夕陽を眺め、自殺について考えたものだ。でも結局、自殺はしなかった。もっと数学について知りたいと思ったから」（『The Autobiography of Bertrand Russell（ラッセル自叙伝）』より）
- 「我々は、無関心な人間のみが公平な人間であるという考えを拒否しなければなりません。我々は偏見のない広い心と空っぽな心とを混同するような、人間の知性についての堕落した考え方は拒絶しなければなりません。」（ヴェトナム戦争犯罪法廷メンバー第１回集会(1966.11.13)でのラッセル(94歳)のスピーチより）
- 「人々が自分たちの衝動を正当化しようとしているイズム（主義）なるものは、本当のことを言えば、かれらが正当化したつもりになっている衝動の産物です。」（Dear Bertrand Russell, 1969 より）
- 「経済学は人々がどのような選択をするか明らかにするが、社会学は人々に選択の余地がないことを明らかにする。」

## 受賞歴
- 1932年 - ド・モルガン・メダル
- 1934年 - シルヴェスター・メダル
- 1950年 - ノーベル文学賞(『人道的理想や思想の自由を尊重する、彼の多様で顕著な著作群を表彰して』; "in recognition of his varied and significant writings in which he champions humanitarian ideals and freedom of thought.")
- 1957年 - カリンガ賞
- 1963年 - エルサレム賞

## 著作
- 1896. German Social Democracy. London: Longmans, Green.
  - 河合秀和訳『ドイツ社会主義』みすず書房、1990年4月
- 1897. An Essay on the Foundations of Geometry.[35] Cambridge: Cambridge University Press.
- 1900. A Critical Exposition of the Philosophy of Leibniz. Cambridge: Cambridge University Press.
  - 細川董訳『ライプニッツの哲学』弘文堂,1959.
- 1903. The Principles of Mathematics.[36] Cambridge University Press.
- 1903  A Free man's worship, and other essays.[37]
- 1905. "On Denoting", Mind, Vol. 14. ISSN 0026-4423. Basil Blackwell.
  - 坂本百大編『現代哲学基本論文集Ⅰ』勁草書房、1986年
  - 松阪陽一編訳『言語哲学重要論文集』春秋社、2013年
- 1910. Philosophical Essays. London: Longmans, Green.
  - 中込本治郎訳『倫理学の根本問題』大村書店、1921年
- 1910–1913. Principia Mathematica[38] (with Alfred North Whitehead). 3 vols. Cambridge: Cambridge University Press.
  - アルフレッド・ノース・ホワイトヘッド共著、岡本賢吾、加地大介、戸田山和久訳『プリンキピア・マテマティカ序論』哲学書房、1988年7月
- 1912. The Problems of Philosophy.[39] London: Williams and Norgate.
  - 中込本治郎訳『哲学の問題』三共出版社、1924年
  - 八木林二訳『哲学の諸問題』金星堂、1933年
  - 新井慶訳『哲学の諸問題』育生社、1946年
  - 中村秀吉訳『哲学入門』社会思想社（現代教養文庫）、1964年
  - 生松敬三訳『哲学入門』角川文庫、1965年
  - 高村夏輝訳『哲学入門』ちくま学芸文庫、2005年3月
- 1914. Our Knowledge of the External World as a Field for Scientific Method in Philosophy.[40] Chicago and London: Open Court Publishing.
  - 佐々木喜市訳『哲学に於ける科学的方法』三共出版社、1925年
  - 石本新訳『外部世界はいかにして知られうるか』中央公論社（世界の名著ラッセル・ウィトゲンシュタイン・ホワイトヘッド）、1971年
- 1916. Principles of Social Reconstruction.[41] London, George Allen and Unwin.
  - 松本悟朗訳『社会改造の原理』日本評論社出版部、1919年
  - 室伏高信訳『社会改造の原理』冬夏社、1921年
  - 村上啓夫訳『社会改造の原理』春秋社（世界大思想全集〈第45〉）、1929年
- 1916. Why Men Fight. New York: The Century Co.
- 1916. The Policy of the Entente, 1904-1914 : a reply to Professor Gilbert Murray. Manchester: The National Labour Press
- 1916. Justice in War-time. Chicago: Open Court.
  - 時国理一訳『正義と闘争』日本評論社出版部、1920年
- 1917. Political Ideals.[42] New York: The Century Co.
  - 浮田和民訳『社会改造の理想と実際』大日本文明協会事務所、1920年
  - 松本悟朗訳『政治の理想』日本評論社出版部、1920年
  - 松本悟朗訳『経済制度に於ける政治の理想』スキア書院、1927年
  - 牧野力訳『政治理想』理想社、1963年
- 1918. Mysticism and Logic and Other Essays. London: George Allen & Unwin.
  - 松本悟朗訳『神秘主義と論理』世界思潮研究会（ラッセル叢書、第1編）、1921年
  - 松本悟朗訳『自由教育に於ける科學の位置』世界思潮研究会（ラッセル叢書、第2編）、1921年8月
  - 松本悟朗訳『物理学対感覚与料の関係』世界思潮研究会（ラッセル叢書、第3編）、1921年
  - 松本悟朗訳『数学と形而上学者』世界思潮研究会（ラッセル叢書、第4編）、1921年
  - 松本悟朗訳『哲学に於ける科学的方法』世界思潮研究会（ラッセル叢書、第5編）、1921年
  - 松本悟朗訳『物質の究極的要素』世界思潮研究会（ラッセル叢書、第6編）、1921年
  - 松本悟朗訳『原因の観念に就て・直知と叙述知』世界思潮研究会（ラッセル叢書、第7・8編）、1921年
  - 江森巳之助訳『神秘主義と理論』みすず書房（バートランド・ラッセル著作集 第4）、1959年
- 1918. Proposed Roads to Freedom: Socialism, Anarchism, and Syndicalism.[43] London: George Allen & Unwin.
  - 板橋卓一ほか訳『自由への道 全訳』日本評論社出版部、1920年
  - 栗原孟男訳『自由への道』角川文庫、1953年
- 1918–19. The Philosophy of Logical Atomism.
  - 高村夏輝訳『論理的原子論の哲学』ちくま学芸文庫、2007年9月
- 1919. Introduction to Mathematical Philosophy.[44] London: George Allen & Unwin. (ISBN 0-415-09604-9 for Routledge paperback)[45]
  - 宮本鉄之助訳『数理哲学概論』改造社、1922年
  - 平野智治訳『数理哲学序説』弘文堂書房、1942年；岩波文庫、1954年
- 1920. The Practice and Theory of Bolshevism.[46] London: George Allen & Unwin.
  - 前田河広一郎訳『ボリシェビーキの理論と実際』三田書房、1921年
  - 江上照彦訳『ソビエト共産主義――ボルシェビズムの実践と理論』社会思想研究会出版部（現代教養文庫）1959年
  - 河合秀和訳『ロシア共産主義』みすず書房、1990年4月
- 1921. The Analysis of Mind.[47] London: George Allen & Unwin.
  - 竹尾治一郎訳『心の分析』勁草書房、1993年3月
- 1922. The Problem of China.[48] London: George Allen & Unwin.
  - 牧野力訳『中国の問題』理想社、1971年
- 1923. The Prospects of Industrial Civilization, in collaboration with Dora Russell. London: George Allen & Unwin.
  - 塚越菊治訳『産業文明の前途』早稲田大学出版部、1928年
- 1923. The ABC of Atoms, London: Kegan Paul. Trench, Trubner.
  - 寮佐吉訳『原子のABC』新光社、1925年
- 1924. Icarus; or, The Future of Science. London: Kegan Paul, Trench, Trubner.
  - 桐生政次訳『科学の未来と文明破壊の脅威』聖山閣、1926年12月
- 1925. The ABC of Relativity. London: Kegan Paul, Trench, Trubner.
  - 金子務、佐竹誠也訳『相対性理論への認識』白揚社、1971年（［改題］『相対性理論の哲学――ラッセル,相対性理論を語る』白揚社、1991年）
- 1925. What I Believe. London: Kegan Paul, Trench, Trubner.
- 1926. On Education, Especially in Early Childhood. London: George Allen & Unwin.
  - 塚越菊治訳『新教育学』早稲田大学出版部、1928年
  - 浅田清造訳『新児童教育学』至玄社、1928年
  - 堀秀彦訳『教育論』角川文庫、1954年
  - 魚津郁夫訳『教育論』みすず書房（バートランド・ラッセル著作集 第7）、1959年
  - 安藤貞雄訳『ラッセル教育論』岩波文庫、1990年5月
- 1927. The Analysis of Matter. London: Kegan Paul, Trench, Trubner.
- 1927. An Outline of Philosophy. London: George Allen & Unwin.
  - 高村夏輝訳『現代哲学』筑摩書房、2014年
- 1927. Why I Am Not a Christian.[49] London: Watts.
  - 大竹勝訳『宗教は必要か』荒地出版社、1959年
- 1927. Selected Papers of Bertrand Russell. New York: Modern Library.
- 1928. Sceptical Essays. London: George Allen & Unwin.
  - 東宮隆訳『懐疑論集』みすず書房、1963年
  - 柿村峻訳『懐疑論』角川文庫、1965年
- 1929. Marriage and Morals. London: George Allen & Unwin.
  - 福永渙訳『結婚と新道徳』アルス、1930年
  - 江上照彦訳『結婚と道徳』社会思想研究会出版部（現代教養文庫）、1955年
  - 後藤宏行訳『結婚論』みすず書房（バートランド・ラッセル著作集 第8）、1959年
  - 柿村峻訳『結婚論』角川文庫、1963年
  - 安藤貞雄訳『結婚論』岩波文庫、1996年1月
- 1930. The Conquest of Happiness. London: George Allen & Unwin.
  - 島為雄訳『幸福の獲得』日東書院、1931年
  - 堀秀彦訳『幸福論』角川文庫、1952年
  - 片桐ユズル訳『幸福論』みすず書房（バートランド・ラッセル著作集 第6）、1959年
  - 日高一輝訳『幸福論』講談社文庫、1972年
  - 安藤貞雄訳『ラッセル幸福論』岩波文庫、1991年3月
- 1931. The Scientific Outlook,[50] London: George Allen & Unwin.
  - 矢川徳光訳『科学の眼』創元社、1949年
- 1932. Education and the Social Order,[51] London: George Allen & Unwin.
  - 橘源太郎訳『教育と現代世相』国際経済新報社、1933年
  - 鈴木祥蔵訳『教育と社会体制』明治図書出版、1960年
- 1934. Freedom and Organization, 1814–1914. London: George Allen & Unwin.
  - 大淵和夫、鶴見良行、田中幸穂訳『自由と組織』みすず書房（バートランド・ラッセル著作集 第2-3）、1960年
- 1935. In Praise of Idleness.[52] London: George Allen & Unwin.
  - 堀秀彦、柿村峻訳『怠惰への讃歌』角川文庫、1958 ；平凡社ライブラリー、2009年
- 1935. Religion and Science. London: Thornton Butterworth.
  - 津田元一郎訳『宗教と科学』元々社、1956年
  - 津田元一郎訳『宗教から科学へ』荒地出版社、1965年
- 1936. Which Way to Peace?. London: Jonathan Cape.
- 1937. The Amberley Papers: The Letters and Diaries of Lord and Lady Amberley, with Patricia Russell, 2 vols., London: Leonard & Virginia Woolf at the Hogarth Press.
- 1938. Power: A New Social Analysis. London: George Allen & Unwin.
  - 重田光治訳『権力論』青年書房、1941年
  - 東宮隆訳『権力――その歴史と心理』みすず書房、1951年
- 1940. An Inquiry into Meaning and Truth. New York: W. W. Norton & Company.
  - 毛利可信訳『意味と真偽性――言語哲学的研究』文化評論出版、1973年
- 1945. A History of Western Philosophy and Its Connection with Political and Social Circumstances from the Earliest Times to the Present Day[53] New York: Simon and Schuster.
  - 市井三郎訳『西洋哲学史――古代より現代に至る政治的・社会的諸条件との問題における哲学史』みすず書房、1954年～1956年
- 1948. Human Knowledge: Its Scope and Limits. London: George Allen & Unwin.
  - 鎮目恭夫訳『人間の知識』みすず書房（バートランド・ラッセル著作集 第9-10）、1960年
- 1949. Authority and the Individual.[54] London: George Allen & Unwin.
  - 江上照彦訳『権威と個人』社会思想研究会出版部、1951年
  - 多田幸蔵訳『権威と個人』南雲堂、1959年
- 1950. Unpopular Essays.[55] London: George Allen & Unwin.
  - 山田英世、市井三郎共訳『人類の将来――反俗評論集』理想社、1958年
- 1951. New Hopes for a Changing World. London: George Allen & Unwin.
  - 赤井米吉訳『原子時代に住みて――変りゆく世界への新しい希望』理想社、1953年
- 1952. The Impact of Science on Society. London: George Allen & Unwin.
  - 堀秀彦訳『科学は社会を震撼した』角川新書、1956年
- 1953. Satan in the Suburbs and Other Stories. London: George Allen & Unwin.
- 1954. Human Society in Ethics and Politics. London: George Allen & Unwin.
  - 勝部真長、長谷川鉱平訳『ヒューマン・ソサエティ――倫理学から政治学へ』玉川大学出版部、1981年7月
- 1954. Nightmares of Eminent Persons and Other Stories.[56] London: George Allen & Unwin.
  - 内山敏訳『ラッセル短篇集』中央公論社、1954年
- 1956. Portraits from Memory and Other Essays.[57] London: George Allen & Unwin.
  - 中村秀吉訳『自伝的回想』みすず書房（バートランド・ラッセル著作集 第1）、1959年
- 1956. Logic and Knowledge: Essays 1901–1950, edited by Robert C. Marsh. London: George Allen & Unwin.
- 1957. Why I Am Not A Christian and Other Essays on Religion and Related Subjects, edited by Paul Edwards. London: George Allen & Unwin.
  - 大竹勝訳『宗教は必要か』荒地出版社、1959年
- 1958. Understanding History and Other Essays. New York: Philosophical Library.
- 1958ː Bertrand Russell's Best; Silhouettes in Satire. selected and introduced by Robert E. Egner. London; Allen & Unwin.
  - 柿村峻訳『宗教・性・政治――ラッセル珠玉集』社会思想研究会出版部, 1960.
- 1959. Common Sense and Nuclear Warfare.[58] London: George Allen & Unwin.
  - 飯島宗享訳『常識と核戦争――原水爆戦争はいかにして防ぐか』理想社、1959年
- 1959. My Philosophical Development.[59] London: George Allen & Unwin.
  - 野田又夫訳『私の哲学の発展』みすず書房（バートランド・ラッセル著作集 別巻）、1960年
- 1959. Wisdom of the West, edited by Paul Foulkes. London: Macdonald.
  - 東宮隆訳『西洋の知恵――図説哲学思想史』社会思想社、1968年
- 1960. Bertrand Russell Speaks His Mind, Cleveland and New York: World Publishing Company.
  - 東宮隆訳『ラッセルは語る』みすず書房、1964年
- 1961. The Basic Writings of Bertrand Russell, edited by R. E. Egner and L. E. Denonn. London: George Allen & Unwin.
- 1961. Fact and Fiction. London: George Allen & Unwin.
  - 北川悌二訳『事実と虚構』音羽書房、1962年
  - 牧野力訳『民主主義とは何か 自由とは何か』理想社、1962年
- 1961. Has Man a Future? London: George Allen & Unwin.
  - 日高一輝訳『人類に未来はあるか』理想社、1962年
- 1963. Essays in Skepticism. New York: Philosophical Library.
- 1963. Unarmed Victory. London: George Allen & Unwin.
  - 牧野力訳『武器なき勝利』理想社、1964年
- 1965. Legitimacy Versus Industrialism, 1814–1848. London: George Allen & Unwin (first published as Parts I and II of Freedom and Organization, 1814–1914, 1934).
- 1965. On the Philosophy of Science, edited by Charles A. Fritz, Jr. Indianapolis: The Bobbs–Merrill Company.
- 1966. The ABC of Relativity. London: George Allen & Unwin.
- 1967. Russell's Peace Appeals, edited by Tsutomu Makino and Kazuteru Hitaka. Japan: Eichosha's New Current Books.
- 1967. War Crimes in Vietnam. London: George Allen & Unwin.
  - 日高一輝訳『ヴェトナムの戦争犯罪』河出書房、1967年
- 1951–1969. The Autobiography of Bertrand Russell,[60] 3 vols., London: George Allen & Unwin. Vol. 2, 1956[61]
  - 日高一輝訳『ラッセル自叙伝』理想社、1968年～1973年
- 1969. Dear Bertrand Russell... A Selection of his Correspondence with the General Public 1950–1968, edited by Barry Feinberg and Ronald Kasrils. London: George Allen and Unwin.
  - バリイ・フェインベルグ、ロナルド・カスリルズ編、日高一輝訳『拝啓バートランド・ラッセル様――市民との往復書簡（宗教からセックスまで）』講談社、1970年
- 1975. Mortals and others : Bertrand Russell's American essays 1931-1935.
  - 中野好之、太田喜一郎訳『人生についての断章』みすず書房、1979年2月